# Љубав, навика, паника (3. сезона)
Трећа и последња сезона ТВ серије Љубав, навика, паника премијерно је емитована од 5. новембра 2006. до 1. априла 2007. године и броји 20 епизода.

## Улоге

### Главне
- Сека Саблић као Вера Милићевић
- Никола Симић као Михајло „Мића” Милићевић
- Зијах Соколовић као господин Јовановић
- Борка Томовић као Маја Милићевић
- Мирка Васиљевић као Јања Милићевић

### Епизодне
- Љиљана Стјепановић као Кића
- Нада Мацанковић као Маца
- Бранко Јеринић као директор
- Радован Миљанић као Лаки

### Гостујуће
- Наташа Нинковић као Божана
- Воја Брајовић као Стева
- Владимир Тешовић као Милутин
- Предраг Панић као Мићин друг
- Ана Сакић као Ана
- Добрила Илић као цвећарка
- Мира Бањац као Милка
- Марко Баћовић као Пуниша
- Мића Орловић као Јова Отров
- Катарина Марковић као Јовина ћерка
- Марина Воденичар као продавачица у бутику
- Зоран Ранкић као Цане
- Тарик Филиповић као Дамир
- Драгомир Чумић као пушач
- Соња Кнежевић као продавачица
- Младен Нелевић као Катић
- Миленко Павлов као полицајац
- Иван Босиљчић као необријани
- Слободан Стефановић као манијак
- Владимир Костић као возач трамваја
- Ненад Ненадовић као електричар
- Сузана Лукић као медицинска сестра
- Драгољуб Денда као трговац
- Мирољуб Турајлија као Чедомиљ
- Љубинка Кларић као наставница физике
- Владан Алексић као супруг наставнице физике
- Небојша Љубишић као Алекса Ненадовић
- Марко Живић као банкарски службеник
- Никола Пејаковић као Стојан
- Немања Оливерић као Марко
- Бранко Ђурић као Драган
- Леа Киш као службеница
- Милан Милосављевић као Милосав
- Душан Радовић као Петровић
- Михаило Лаптошевић као Петровићев син
- Душан Јакишић као Петровићев помоћник
- Слободан Тешић као Мићин колега
- Милован Филиповић као психијатар
- Даница Тодоровић као Драгана
- Миле Станковић као наставник географије
- Слободан Љубичић као рецепционер Обрен
- Милија Вуковић као начелник
- Јасна Ђуричић као Лепа
- Милош Самолов као Микица
- Момчило Мурић као Мика
- Тијана Караичић као куварица Анђа
- Борис Исаковић као Урошевић
- Јана Милић Илић као љубавница
- Миодраг Радовановић као стари политичар
- Саво Радовић као Вукосављевић
- Неша Ристић као ТВ водитељ
- Марко Јањић као Пеца

## Епизоде
| Бр. еп. (укупно) | Бр. еп. (у сезони) | Наслов                        | Редитељ          | Сценариста       | Премијера          |
| --- | ------------------ | ----------------------------- | ---------------- | ---------------- | ------------------ |
| 39 | 1                  | Рат са комшијама              | Слободан Шуљагић | Небојша Ромчевић | 5. новембар 2006.  |
| Породица улази у свађу са новим комшијама. |                    |                               |                  |                  |                    |
| 40 | 2                  | Нове смицалице Вере и Миће    | Слободан Шуљагић | Небојша Ромчевић | 12. новембар 2006. |
| Вера и Мића одлазе на забаву где Вера осрамоти Мићу, па се он претвара да је не познаје. Међутим, она се спрема да му се освети. |                    |                               |                  |                  |                    |
| 41 | 3                  | Драгољуб                      | Слободан Шуљагић | Небојша Ромчевић | 19. новембар 2006. |
| Након што се Верина биљка-љубимац осуши док су они требали да је чувају, Мића, Јања, Маја и Јовановић се муче да нађу замену. |                    |                               |                  |                  |                    |
| 42 | 4                  | Вера и Кића прате Мају и Јању | Слободан Шуљагић | Небојша Ромчевић | 26. новембар 2006. |
| Мића помеша студента психологије са инспектором. Вера и Кића прате Мају и Јању како би сазнале њихове тајне. |                    |                               |                  |                  |                    |
| 43 | 5                  | Верина изгубљена слика        | Слободан Шуљагић | Небојша Ромчевић | 3. децембар 2006.  |
| Вера и Кића улазе у посао са антиквитетима, али Вера одлучи да превари Кићу кад нађе изгубљену слику Густава Климта на свом тавану. У међувремену, Мају проси њен дечко, али је он толико лош у кревету да га она одбија.                       |                    |                               |                  |                  |                    |
| 44 | 6                  | Јова Отров                    | Слободан Шуљагић | Небојша Ромчевић | 10. децембар 2006. |
| Јова Отров, Верина стара љубав и Мићин заклети непријатељ, враћа се у Београд и Вера тражи Мићину помоћ да заведе Јову. |                    |                               |                  |                  |                    |
| 45 | 7                  | Дамир                         | Слободан Шуљагић | Небојша Ромчевић | 17. децембар 2006. |
| Мића и Вера се претварају да су Мацини родитељи за добробит њеног новог дечка, али их он помеша са дилерима дроге. Јања уцењује своју наставницу. Вера покушава да открије која ћерка је више воли.                                             |                    |                               |                  |                  |                    |
| 46 | 8                  | Кића оставља цигаре           | Слободан Шуљагић | Небојша Ромчевић | 24. децембар 2006. |
| Код Јовановића у стана се доселио човек који тврди да му је пријатељ. Кића покушава да остави цигарете. Маја помаже Маци око припрема за удају, а у исто време покушава да јој докаже да може да се уда кад год хоће.                           |                    |                               |                  |                  |                    |
| 47 | 9                  | Вера и Кића нестале           | Слободан Шуљагић | Небојша Ромчевић | 31. децембар 2006. |
| Кића и Вера постају параноичне након што су прочитале превише крими романа и потом нестају, па Мића, Маја, Јања и Јовановић мисле да су укључене у међународну шпијунажу.                                                                       |                    |                               |                  |                  |                    |
| 48 | 10                 | Маца се удаје                 | Слободан Шуљагић | Небојша Ромчевић | 7. јануар 2007.    |
| Маца жели да се уда и унајмљује модног дизајнера да јој направи спектакуларну венчаницу. Међутим, Маја је љубоморна и жели да изгледа боље од ње.                                                                                               |                    |                               |                  |                  |                    |
| 49 | 11                 | Отуђеност                     | Слободан Шуљагић | Небојша Ромчевић | 14. јануар 2007.   |
| Како би их извукла из мртвила, Вера организује активности за провођење „квалитетног времена” са породицом, које укључују поезију и класичну музику, али они не прихватају културу на начин на који се она надала да хоће.                       |                    |                               |                  |                  |                    |
| 50 | 12                 | Јањина наставница из физике   | Слободан Шуљагић | Небојша Ромчевић | 21. јануар 2007.   |
| Мића и Вера одлучују да изведу Јањину наставницу физике на вечеру како је не би оборила, али их задржава нарочито истрајан продавац туристичких аранжмана. У међувремену, Маја губи Мићин вољени аутомобил.                                     |                    |                               |                  |                  |                    |
| 51 | 13                 | Bosch пумпа                   | Слободан Шуљагић | Небојша Ромчевић | 11. фебруар 2007.  |
| Мића узима кредит како би купио део за аутомобил, али упорно троши новац на гардеробу. Вера покушава да открије зашто је Маја толико тајновита у вези новог дечка.                                                                              |                    |                               |                  |                  |                    |
| 52 | 14                 | Маја налази посао             | Слободан Шуљагић | Небојша Ромчевић | 18. фебруар 2007.  |
| Маја је одлучна да добије посао у компјутерској компанији, иако не зна ништа о њима, али њена породица има план. |                    |                               |                  |                  |                    |
| 53 | 15                 | Вера продаје стан             | Слободан Шуљагић | Небојша Ромчевић | 25. фебруар 2007.  |
| Сујеверни извођач радова, који има намеру да сруши њихову зграду, наговара Веру да прода породични стан. Након што она одбије, он се служи прљавим триковима, па му она узвраћа на исти начин. У међувремену, Маја се дебља.                    |                    |                               |                  |                  |                    |
| 54 | 16                 | Маја иде код психолога        | Слободан Шуљагић | Небојша Ромчевић | 4. март 2007.      |
| Мића постаје мета разних подвала, због чега га шеф замрзи. Вера је бесна јер Маја иде код другог психолога. Јовановић се поново заљубио. |                    |                               |                  |                  |                    |
| 55 | 17                 | Златибор                      | Слободан Шуљагић | Небојша Ромчевић | 11. март 2007.     |
| Вера лаже да је на пословној конференцији, а заправо је на одмору на Златибору са Кићом. Пошто мисле да је Вера на конференцији, Мића, Маја и Јања одлучују да такође оду на Златибор, говорећи Вери да су у Београду.                          |                    |                               |                  |                  |                    |
| 56 | 18                 | Саобраћајка                   | Слободан Шуљагић | Небојша Ромчевић | 18. март 2007.     |
| Мића страда у саобраћајној несрећи, а кривац, згодна жена, манипулише њиме и заводи га како би он признао кривицу. Вера покушава да сломи младића који се претвара да је луд како не би постао полицајац. Маја губи Мацин нови капут.           |                    |                               |                  |                  |                    |
| 57 | 19                 | Ресторан на Златибору         | Слободан Шуљагић | Небојша Ромчевић | 25. март 2007.     |
| Породица изнајмљује ресторан на Златибору, али схватају да посао иде лошије него што су очекивали. Јовановић се заљубљује у куварицу. |                    |                               |                  |                  |                    |
| 58 | 20                 | Мића проналази телефон        | Слободан Шуљагић | Небојша Ромчевић | 1. април 2007.     |
| Мића се упетљава у политику и са мафијом након што пронађе мобилни телефон у таксију. У међувремену, Маја покушава да помогне мушкарцу да преболи своју бившу. Јовановић узима мито намењено неком другом и сви су присиљени да беже из Србије. |                    |                               |                  |                  |                    |